# James et la Pêche géante
Cet article concerne le film de 1996. Pour le roman pour enfants de Roald Dahl, voir James et la Grosse Pêche. Pour la comédie musicale, voir James and the Giant Peach (comédie musicale).
Pour plus de détails, voir Fiche technique et Distribution.
James et la Pêche géante (James and the Giant Peach) est le 47e long-métrage d'animation des studios Disney, sorti en 1996. Réalisé par Henry Selick et scénarisé par Karey Kirkpatrick, Jonathan Roberts et Steve Bloom d'après le roman James et la Grosse Pêche de Roald Dahl, il est coproduit par Allied Filmmakers (filiale de Walt Disney Pictures) et Skellington Inc. Le film utilise la technique d'animation en volume, comme L'Étrange Noël de Monsieur Jack.

## Synopsis
La vie heureuse de James sur la côte anglaise s'arrête brusquement lorsque ses parents sont tués par un rhinocéros et qu'il part vivre avec ses deux horribles tantes : Tante Éponge et Tante Piquette. En habitant avec elles, James aperçoit un vieillard qui lui donne des langues de crocodile magiques qui le rendront heureux. Mais en rentrant chez lui, James fait tomber toutes les langues en dessous d'un arbre, ce qui fait pousser une pêche gigantesque dans l'arbre...

## Fiche technique
- Titre : James et la Pêche géante
- Titre original : James and the Giant Peach
- Réalisation : Henry Selick
- Scénario : Karey Kirkpatrick, Jonathan Roberts et Steve Bloom d'après le roman James et la Grosse Pêche de Roald Dahl
- Musique: Randy Newman
- Directeur de la photographie : Hiro Narita
  - Directeurs d’écriture : Joe Ranft et Kelly Asbury
  - Storyboard : Miguel Domingo Cachuela, Jorgen Klubien, Michael Mitchell, Peter Von Scholly et John Stevenson
- Effets spéciaux : John Stephenson
- Production : Tim Burton
- Sociétés de production : Walt Disney Pictures, Allied Filmmakers, Skellington Productions
- Société de distribution : Buena Vista Pictures Distribution et BAC Films
- Pays de production :  États-Unis
- Langue originale : anglais
- Genre : film d'animation
- Durée : 79 minutes
- Dates de sortie  :
  - États-Unis : 12 avril 1996
  - France : 23 octobre 1996

## Distribution
- Paul Terry (VF : Donald Reignoux ; VQ : Nicolas Pensa) : James Henry Trotter (en)
- Miriam Margolyes (VF : Paule Emanuele ; VQ : Arlette Sanders) : la tante Éponge
- Joanna Lumley (VF : Évelyn Séléna ; VQ : Françoise Faucher) : la tante Piquette
- Pete Postlethwaite (VF : Pierre Hatet ; VQ : Benoît Marleau) : le mage / narrateur
- Steven Culp (VF : Guy Chapellier ; VQ : Thierry Langerak) : le père de James
- Susan Turner-Cray (VF : Caroline Beaune ; VQ : Hélène Mondoux) : la mère de James
- Mike Starr (VF : Marc Alfos ; VQ : Éric Gaudry) : l'agent de police
- Michael Girardin : le reporter no 1
- J. Stephen Coyle : le reporter no 2
- Tony Haney (VF : Lionel Henry ; VQ : Gilbert Lachance) : reporter no 3
- Kathryn Howell : la dame en robe
- Jeff Mosley : l'homme au chapeau
- Al Nalbandian : Gabby
- Cirocco Dunlap : la fille au télescope
- Mario Yedidia : le garçon dans la rue
- Emily Rosen : une fille

### Voix des personnages
- Simon Callow (VF : Bernard Alane ; VQ : Pierre Chagnon (dialogues) et Pierre Claveau (chant)) : la sauterelle
- Richard Dreyfuss (VF : Michel Mella ; VQ : Manuel Tadros) : le mille-pattes
- Jeff Bennett : voix chantée du mille-pattes (non crédité)
- Jane Leeves (VF : Évelyne Grandjean ; VQ : Geneviève Mauffette) : la coccinelle
- Miriam Margolyes (VF : Lucie Dolène ; VQ : Natalie Hamel-Roy) : le ver luisant « la luciole »
- Sally Stevens : voix chantée du ver luisant (non créditée)
- Susan Sarandon (VF : Frédérique Tirmont (dialogues) et Marie Ruggeri (chant) ; VQ : Élise Bertrand) : l'araignée
- David Thewlis (VF : Gérard Surugue ; VQ : André Montmorency) : le ver de terre

Sources des voix françaises : Voxofilm

## Chansons
Cinq chansons ont été écrites par Randy Newman pour le film :
- Appelle-moi James ou Je m'appelle James au Québec (My Name is James) - James
- Cette vie-là me convient ou C'est la vie pour moi au Québec (That's the Life) - Les insectes
- Pêche ou La pêche au Québec (Eating the Peach) - Les insectes
- Quelle belle famille ou Une famille au Québec (We're Family) - James et les insectes
- Tous à la mer/Cette vie-là me convient (Reprise) ou C'est la vie pour moi (Reprise) au Québec (Good News) - Les insectes
- La vie ou L'amour au Québec - Chanteur (Jean-Marie Marrier en France et Michel Comeau au Québec)

## Autour du film
- Bien qu’il s’agisse de la même histoire, le titre du livre (James et la Grosse Pêche) et du film (James et la Pêche Géante) ont été traduits différemment. En version originale, le film et le livre portent le même titre (James and the Giant Peach), la traduction du titre du film se rapprochant davantage du titre original.
- Les scènes de fantaisie ont été filmées en animation en volume puis retravaillée sur ordinateur[2]. Les prises de vues réelles ont été réalisées dans un ancien grand hangar d'une base de la marine américaine sur Treasure Island et à Hunters Point dans la baie de San Francisco[2].
- L'animation en volume a été réalisée par le studio Skellington Productions de Tim Burton, déjà utilisé pour L'Étrange Noël de monsieur Jack (1993)[2]. Plus de 50 pêches à différentes échelles ont été réalisées allant de 7,5 cm de haut à 6 m de diamètre[2].
- Un livre souvenir, sous la forme d'un album photo réalisée par Lucy Dahl[3], l'une des deux petites filles de Roald Dahl, été édité par Disney Press au moment de la sortie du film[2].
- Deux allusions à des productions Disney antérieures sont visibles dans le film, toutes deux concentrées dans la scène des Pirates Engloutis. Un des pirates ressemble ainsi à Donald Duck, mais sous forme de squelette: il a son bec, ses vêtements et sa voix. Le capitaine du navire englouti ressemble lui à une version barbue de Jack Skellington, le principal protagoniste du film L'Étrange Noël de monsieur Jack. D'ailleurs, M. Le Mille-Pattes, lorsqu'il voit le Capitaine bouger, l'interpelle par ce nom de "Skelligton".
- Sur le carton de doublage du DVD zone 2, l'actrice Lucie Dolène est créditée sous son nom de jeune fille, Lucienne Chiaroni.[pertinence contestée]
- Le film est sorti la même année que Matilda, autre adaptation d'un roman de Roald Dahl.[pertinence contestée]

## Respect de l'œuvre originale
Si le film, comme l'a souligné la veuve de Roald Dahl à sa sortie, est très respectueux du livre d'origine, on notera tout de même quelques différences.
- Une séquence du livre mettant en scène de belliqueux habitants des nuages qui attaquaient les héros lors du périple à bord de la Pêche Géante a disparu dans le film.
- Pour remplacer la séquence des habitants des nuages, un épisode totalement absent de l'œuvre originale a été ajouté : il s'agit de la fameuse séquence des Pirates Engloutis.
- Dans le livre original, Piquette et Éponge périssaient écrasées par la Pêche Géante et ne suivaient donc pas James jusqu'à New York comme c'est le cas dans le film.
- Le personnage du ver à soie n'apparaît pas dans le film.